# Strohalm, kooltje vuur en boontje

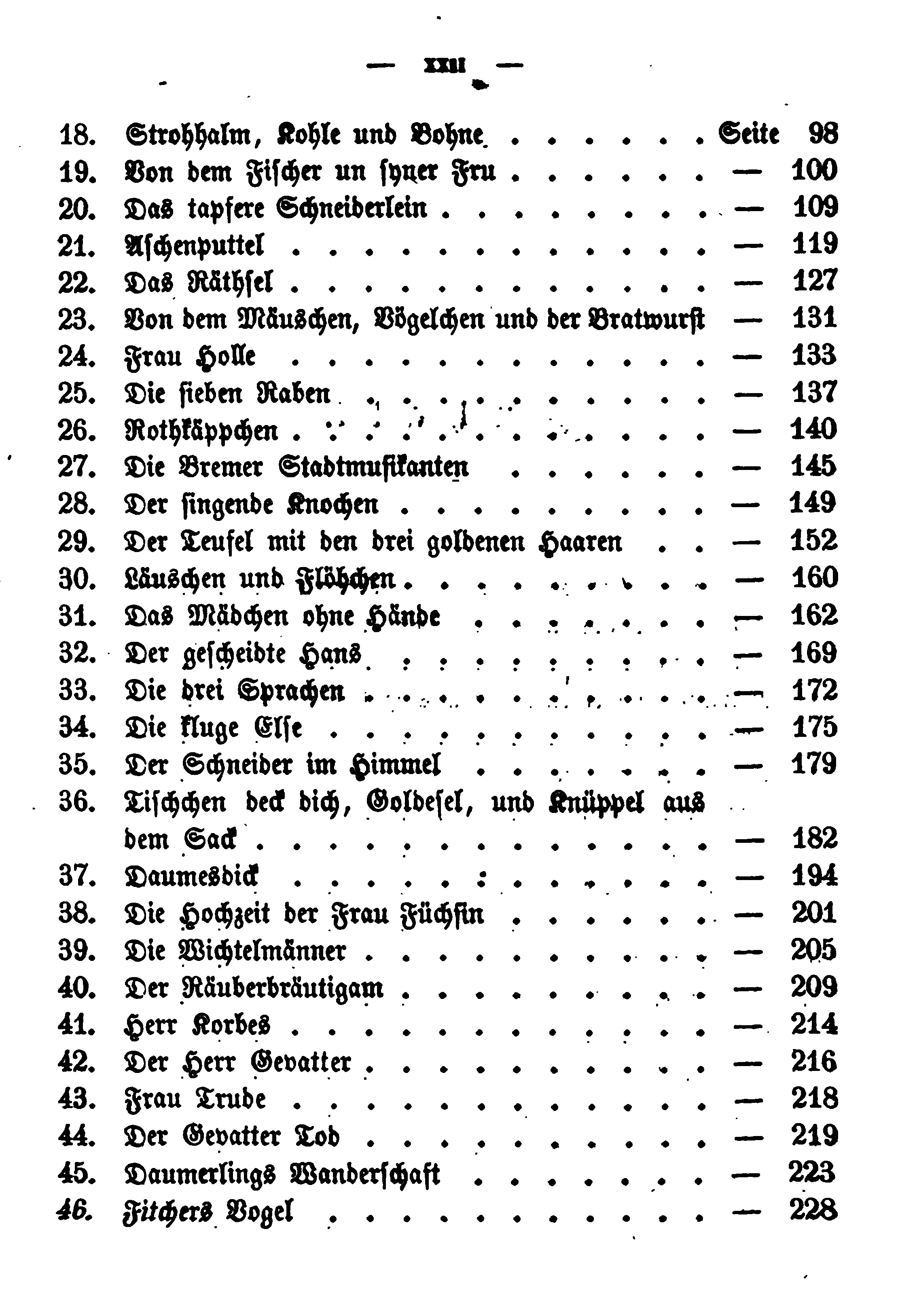
Inhoudsopgave uit 1857, nr. 18 Strohalm, Kohle und Bohne

Strohalm, kooltje vuur en boontje (Strohhalm, Kohle und Bohne) is een sprookje uit Kinder- und Hausmärchen dat werd opgetekend door de gebroeders Grimm met als nummer KHM18.

## Het verhaal
Een boon ontsnapt, omdat hij niet wil worden opgegeten, uit een kookpot. Strohalm en kooltje vuur willen met hem mee, zij hebben ook geen zin in een kort leven. Gedrieën besluiten ze op wereldreis te gaan.
Een sloot verspert al snel de weg, maar boontje weet raad. Strohalm moet erover gaan liggen, dan kunnen hij en kooltje vuur hem als brug gebruiken.
De boon komt aan de overkant, maar als kooltje vuur midden op strohalm staat, vat deze vlam en verbrandt. Kooltje valt in het water en dooft. Boontje moet daarop zo lachen dat zijn broek scheurt.
Een kleermaker zet daar een lapje op, maar niet van dezelfde kleur. Zo komt het dat bonen een zwart lapje op de achterkant hebben.

## Achtergronden bij het verhaal
- Het verhaal komt uit Kassel.
- Het spreekwoord Boontje komt om zijn loontje komt van een oudere versie van dit verhaal uit de Klucht van Oene (1662) van Jan Vos.
- In dit sprookje zijn, naast mensen en dieren, planten en levenloze dingen personages. Dit komt ook voor in Het gespuis (KHM10), Van het muisje, het vogeltje en de braadworst (KHM23), Meneer Korbes (KHM41) en De peetoom (KHM42).
- Een Nederlandse variant van het sprookje wordt Waarom de boontjes zwarte stipjes hebben genoemd.[1]